# Людовік-Ернст Брауншвейг-Вольфенбюттельський
Людо́вік-Е́рнст Брауншве́йг-Вольфенбю́ттельський (нім. Ludwig Ernst von Braunschweig-Wolfenbüttel, 25 вересня 1718 — 12 травня 1788) — герцог Курляндії і Семигалії (1741), фельдмаршал Священної Римської імперії (1744—1749) і голландської Республіки об'єднаних провінцій (1749—1766). Регент Голландії при Вільгельмі V (1759—1766). Представник німецької династії Вельфів, князів  Брауншвейг-Вольфенбюттельських. Син Фердинанда-Альбрехта II. Молодший брат Антона-Ульріха, чоловіка російської регентші Анни Леопольдівні, що була племінницею російської імператриці Анни Іванівна. Дядько російського імператора Івана VI.